# Димитр Димов
Димитр Димов (болг. Димитър Димов; 1909—1966) — болгарський письменник, прозаїк та драматург.

## Біографія
Народився 25 червня 1909 р. в місті Ловеч, Болгарія. Помер 1 квітня 1966 р. в місті Бухарест, Румунія. Перший роман «Поручник Бенц» був опублікований в 1938 році. Автор роману-епопеї «Тютюн» про історії соціалістичного руху в Болгарії 1930-х років, антифашистського роману «Засудженні душі», декількох п'єс. Голова Спілки болгарських письменників з 1964 по 1966 р. Лауреат Димитровської премії (1952), заслужений діяч культури Болгарії (1963). На його честь названі декілька шкіл.